# Park Solomon
Park Solomon (hangul: 박솔로몬; Taskent, 11 de noviembre de 1999), también conocido por su nombre artístico Lomon, es un actor surcoreano nacido en Tashkent, Uzbekistán. Debutó en 2014, y ha intervenido en los papeles de Ji Soo-heon en La venganza de los otros (2017)y Lee Su-hyeok en Estamos muertos (2022).

## Filmografía

### Cine
| Año  | Título              | Papel  | Ref.  |
| ---- | ------------------- | ------ | ----- |
| 2015 | The Empty Home      |        |       |
| 2015 | Earth to the Galaxy |        |       |
| 2016 | Horror Stories 3    | PZ3000 | [ 3 ] |

### Series de televisión
| Año  | Título                   | Papel                      | Canal        | Notas     | Ref.                 |
| ---- | ------------------------ | -------------------------- | ------------ | --------- | -------------------- |
| 2014 | Bride of the Century     | Choi Kang-joo (joven)      | TV Chosun    |           | [ 3 ]                |
| 2014 | 4 Legendary Witches      | Ma Do-hyun (joven)         | MBC          |           | [ 3 ]                |
| 2015 | The Doctors              | Hong Ji-hong (adolescente) | SBS          |           |                      |
| 2016 | Shopping King Louie      |                            | MBC          |           |                      |
| 2017 | The Guardians            | Yoon Si-wan                | MBC          |           |                      |
| 2017 | Sweet Revenge            | Shin Ji-hoon               | Oksusu       | Serie web | [ 4 ]                |
| 2019 | Lookism                  | "Handsome" Tuo Wen Shuai   | WeTV         | Serie web | [ 3 ]                |
| 2022 | Estamos muertos          | Lee Soo-hyuk               | Netflix      | Serie web | [ 6 ]                |
| 2022 | La venganza de los otros | Ji Soo-heon                | Disney+      | Serie web | [ 7 ] [ 8 ] [ 9 ]    |
| 2024 | Branding in Seongsu      | So Eun-ho                  | U+ Mobile TV | Serie web | [ 10 ] [ 11 ] [ 12 ] |

## Premios y nominaciones
| Año  | Premios               | Categoría                   | Papel           | Resultado | Ref.   |
| ---- | --------------------- | --------------------------- | --------------- | --------- | ------ |
| 2017 | MBC Drama Awards      | Mejor actor infantil        | The Guardians   | Nominado  | [ 13 ] |
| 2023 | Director's Cut Awards | Mejor actor revelación (TV) | Estamos muertos | Nominado  | [ 14 ] |